# Кхмерска империя
Кхмерската империя (на кхмерски: ចក្រភពខ្មែរ) е била най-голямата и най-дълго съществувалата държава в Югоизточна Азия. Империята наследява кралство Ченла и управлява териториите на днешните Камбоджа, Лаос, Виетнам и Тайланд. Официалните религии на империята са били Индуизъм и Махаяна Будизъм докато Тхеравада Будизмът не взема надмощие през 13 век. Най-големият град и столица на империята в зенита ѝ е бил Ангкор е бил по-голям от Ню Йорк.

## История
Кхмерската империя обхваща времето от началото на IX в. до началото на XV в. Що се отнася до културните постижения и политическа власт, този период бил златен век на кхмерската цивилизация. Величествените храмове в района на Ангкор, намиращ се близо до днешния град Сием Реап, са трайно свидетелство за величието на наследниците на Джаяварман II. (Дори Червените кхмери, които не гледали с добро око на по-голямата част от историята на страната, се съгласили да сложат на знамето на Демократична Кампучия изображение на ангкорски храм. Подобен мотив се открива и в знамето на Народна Република Кампучия.) Кралството, основано от Джаяварман II, дало името на днешна Камбоджа, или Кампучия. От началото на IX в. до средата на XV в. то било известно като Камбуджа, което първоначално било името на северноиндийска държава.
Вероятно за да се разграничи от придвижващите се с кораби яванци, Джаяварман II се заселва на север от Тонле Сап. Той построил няколко столици преди да установи като такава Харихаралая, която се намира близо до мястото, където били издигнати ангкорските постройки. Индраварман I (877 – 889) разпрострял властта на кхмерите на запад чак до платото Корат в днешен Тайланд и наредил да се построи огромен резервоар на север от столицата, който осигурил напояването на засятата с ориз площ. Неговият син Ясоварман построил Източния Барай ('резервоар' или 'водохранилище'), останките от който могат да се видят и днес. Дължината на този изкуствен воден източник била 7 км, а ширината – 2 км. Сложната система от канали и резервоари, създадена по времето на Индраварман и неговите наследници, осигурила могъществото на Камбуджа за половин хилядолетие. След като кхмерското население вече не било зависимо от непостоянните сезонни мусони, то могло да направи ранна „зелена революция“, която осигурила страната с големи излишъци от ориз. Упадъкът на Камбуджа през XIII и XIV век вероятно бил ускорен от западането на напоителната система. Набезите на тайландците и други чуждестранни народи, както и вътрешните противоречия, породени от династически съперничества, разединили човешките ресурси по отношение на поддръжката на системата и тя постепенно била занемарена.
Суряварман II (1113 – 1150), един от най-великите ангкорски монарси, увеличил територията на кралството след поредица от успешни войни срещу кралство Чампа, което се намирало в Централен Виетнам, кралство Нам Виет в Северен Виетнам, и малки държави на народността мон на запад до река Иравади в Бирма. Той превръща тайландските народи, мигрирали в Югоизточна Азия от Юнан, район в Южен Китай, в свои васали и установил сюзеренитет над северната част на Малайския полуостров. Неговото най-голямо постижение било изграждането на градът-храм Ангкор Ват, който е най-голямата религиозна постройка в света. Той се смята от мнозина за най-великото единично произведение на изкуството в Югоизточна Азия. Управлението на Сурияварман II било последвано обаче от 30-годишен период на династични вълнения и на нашествие от съседен Чам, който унищожил Ангкор през 1177 г.
Чам в крайна сметка били изтласкани и завладени от Джаяварман VII, чието царуване (1181 – ок. 1218) било връхна точка на могъществото на Камбуджа. За разлика от своите предшественици, които възприели култа към индуския бог-крал, Джаяварман VII бил ревностен привърженик на Махаяна-будизма. Удостоил се сам като Бодхисатва, той започнал трескаво да строи, като някои от неговите постройки включват Ангкор Том и Байон, забележителен храм, чиито каменни кули изобразявали 216 лица на буди, богове и крале. Той също така построил над 200 странноприемници и болници из цялото си кралство. Подобно на римските императори, той създал система от пътища между столицата си и градовете в провинцията. Според историка Жорж Кодес, „Нито един друг камбоджански крал не може да твърди, че е преместил повече камък.“ Често качеството било за сметка на
бързото построяване и размера на сградата, както се вижда и от интересния, но недобре изграден Байон.
Дърворезбите показват, че всекидневните ангкорски постройки били направени от дърво – разликите с тези в днешна Камбоджа не са особено големи. Впечатляващите каменни постройки не били обитавани от кралското семейство. По-точно те били център на индуски или будистки култове, които били насочени към божествеността на монарха и неговото семейство. Коде предполага, че те имали двойна функция – като храм и като гробница. Типично, те отразявали структурата на индуската митологична вселена. Например, петте кули в центъра на Ангкор Ват представляват върховете на планината Меру, центъра на вселената; външната стена символизира планините, които заобикалят краищата на света; а ровът представлява космическия океан. Както много други древни постройки, така и монументите в Ангкор изисквали много човешки ресурси и труд, а тяхната цел остава неизвестна.
Ангкорското общество се подчинявало строго на йерархията. Кралят, към когото се отнасяли като към божество, притежавал земята и поданиците си. Веднага след монарха и семейството му падали браманите и малка класа длъжностни лица, които били около 4000 през X век. След това идвали обикновените граждани, които имали задължения, свързани с насилствен труд. Имало също така и голяма класа от роби, която, подобна на масите в древен Египет, построила вечните монументи.
След като Джаяварман VII умрял, Камбоджа навлязла в дълъг период на упадък, който довел до разпадането ѝ. Тайландците ставали все по-голяма заплаха за западните граници на империята. Разпространението на Тхеравада-будизма, който дошъл от Шри Ланка чрез кралства на мон, предизвикал кралските индуски и махаянско-будистки култове. Проповядвайки аскетизъм и спасение на личността чрез собствените му усилия, Тхеравада-будизмът не дал доктринна подкрепа на обществото, управлявано от богатата кралска власт, която се крепяла на практика на робството на масите.
През 1353 г. тайландска армия превзема Ангкор. Кхмерите си го възвръщат по-късно, но войните продължават и столицата била плячкосана няколко пъти. По време на същия този период, кхмерската територия на север от днешната граница с Лаос била завладяна от лаоското кралство Лансанг. През 1431 г. тайландците превземат Ангкор Том. Оттогава нататък целият ангкорски район не бил кралска столица, освен през един кратък период в третата четвърт на XVI век.

## Императори
Владетели на Кхмерската империя подредени по хронологичен ред на тяхното управление в скоби са имената дадени на императорите след смъртта им.
- 657 – 681: Джаяварман I
- ок. 700 – ок. 713: Джаядеви
- 770 и 781 Джаяварман Ибис, най-вероятно идентичен с Джаяварман II
- 9 век: Джаяварман II (Парамешвара)
- 9 век: Джаяварман III (Вишнулока)
- 9 век: Рудраварман (Рудешвара)
- 9 век-877: Пртивиндраварман (Пртивиндрешвара)
- 877 – 889: Индраварман I (Исваралока)
- 889 – 910: Ясоварман I (Парамасивалока)
- 910 – 923: Харшаварман I (Рудалока)
- 923 – 928: Исанаварман II (Парамарудралока)
- 921 – 941: Джаяварман IV (Парамасивапада)
- 941 – 944: Харшаварман II (Врахмалока или Брахмалока)
- 944 – 968: Раджендраварман (Сивалока)
- 968 – 1001: Джаяварман V (Парамасивалока)
- 1001 – 1002?: Удаядитяварман I
- 1002 – 1017?: Джаявираварман
- 1001 – 1049: Суряварман I (Нирванапада)
- 1049 – 1067: Удаядитяварман II
- 1066 – 1080?: Харшаварман III (Садасивапада)
- 1080 – 1113?: Джаяварман VI (Парамакаиваляпада)
- 1107 – 1112/13: Дараниндраварман I (Параманишкалапада)
- 1113 – 1150: Суряварман II
- 1160 – 1165/6: Ясоварман II
- 1166 – 1177: Трибуванадитя (Махапараманирванапада)
- 1181 – 1206?: Джаяварман VII (Махапарамасаугата?)
- 13 век-1243: Индраварман II
- 13 век: неизвестно (Парамависнулока)
- 1243 или 1267 – 1295: Джаяварман VIII (абдикирал) (Парамесварапада)
- 1295 – 1308: Синдраварман
- 1308 – 1327?: Индраджаяварман